# Nenad Barinić
Nenad Barinić (Zagreb,10. svibnja 1972.) je crtač stripova, ilustrator, dizajner, voditelj strip radionica u Hrvatskoj i zemljama bivše Jugoslavije. Neslužbeno glasi za najboljeg hrvatskog crtača fotorobota. Poznat je i kao strip bloger na Večernjakovoj blogosferi, sportski ribolovac, ribolovni novinar, airbrusher, dizajner umjetnih ribolovnih mamaca, volonter ribočuvar, biker i predsjednik Sportskog moto kluba "Golubica" Vukovar i tajnik Općinskog ogranka Udruge hrvatskih dragovoljaca Domovinskog rata Bogdanovci. Kao hrvatski branitelj je idejni začetnik, autor, analitičar podataka i dizajner te krajnji izvođač na realizaciji Spomen doma Bogdanovci, koji je kroz podršku i zajedničko djelovanje prijatelja, moto klubova i pojedinaca osmislio i proveo u finalno stanje do navedenog roka realizacije za manje od 6 mjeseci za "pro bono" kuna, potpuno humanitarnim i nesebičnim zalaganjem kompletne ekipe.
U svojoj preko 35 godina crtačkoj i ilustratorskoj bogatoj karijeri, autor je i strip projekta Ovčara - krik u noći u suradnji s Danijelom Rehakom iz Hrvatskog društva logoraša srpskih koncentracijskih logora, koji se rješenjem Ministarstva kulture u osnovnim i srednjim školama koristi kao nastavno sredstvo. Krajem 2018. godine izdao je kao samostalno izdanje knjigu stripa "Vukovar: HAŠ" koji opisuje prijeratno stasanje rokera Vinkovaca i njihovo učešće i stradavanje u Domovinskom ratu u Vukovaru. Priča iz stripa prenesena je kao noseća priča u dokumentarni film "Kad vrane zapjevaju" (HRT, 2019.).
O Bariniću je snimljen dokumentarni film koji je emitiran na HRT-u, autora Krunoslava Tomaševića. Dosadašnji rad zabilježen je i u epizodama dokumentarnog serijala "Strip u Hrvatskoj".Bio je stručni suradnik na brojnim dokumentarnim filmovima o Domovinskom ratu.
Obradom Domovinskog rata kroz strip i ilustraciju, kao i kroz suradnju na dokumentarnim filmovima, istaknuo se kao profilirani autor za ratne tematike. Trenutno je najaktivniji i najproduktivniji hrvatski autor ilustracija i stripova vezanih za Domovinski rat.
Više o osobi:
S 14 godina ušao u vode profesije crtača stripa i ilustratora za pojedine časopise. Izdao samostalne strip fanzine  “Xerox” i “NNNI” 1988. godine. Od 1986. g. objavljuje stripove i ilustracije: Privlačica, Omladinski list Vinkovci, Plagijat, Slavonski obzor, Hrvatski vjesnik, Maslačak, Odraz, Ten, Tok, Žvoks, Bang, Mladost (Srbija), Meteor (Srbija), Tom & Jerry, Patak, Strip zabavnik, Kvadrat, Športski ribolov (1998. – 2010.), Ribolovački magazin (2005. – 2012., Srbija), International Fishing Magazin, Udica, Praktični ribolov (2011. – 2017.), Striptiz, Comixer, Des Grauen (Njemačka), Shotgun Mary (USA,), Aplauz, Striporama, Internet strip fanzin „Flit“, Gavran, Ribarstvy (Češka), Stripos (Osijek, 2009. – 2018.), Slavonski strip crtači (2010-2011.2012.), Pegazus 21 (Makedonija), monografija "Domovinski rat u stripu" (Stripforum i Večernji list, lipanj 2014.), Strip revija "Domovinski rat " (Stripforum i Večernji list, specijalni broj za 05.08. 2014.), Striptokok (Zagreb, 04.2015.) itd.
Kompletna izdanja i strip albumi: strip album „Einstein World“ (OMH Vinkovci, 2007.), strip izdanje „Ovčara – krik u noći“ (Vukovar, HDLSKL, 2007.), „Scream In The Night“ (Vukovar, HDLSKL, 2008.), „Anno Domini 1991,“ (Zagreb, 2009.), strip album "Idemo na Dunav!!!" (StripOs, Osijek, 2012. g.), strip album "Tri panja na otoku sreće" (StripOs, 2013.), knjiga stripa "Vukovar: HAŠ" (samostalno izdanje, Vukovar, 2018.).
Učesnik više međunarodnih, grupnih i samostalnih izložbi, promocija i tribina. Na svjetskoj manifestaciji 24-satno crtanje stripa u samo 11,45 minuta uspio osmisliti i nacrtati strip od 24 table u samo 11 sati i 45 minuta u Osijeku.
Ilustrator je više knjiga i publikacija: „Pjesme“ (R. Roklicer,Vinkovci, 1988.), Gospodarski susreti (1993/1994.), Podsjetnik posebnih sigurnosnih mjera i sažetak kaznenih odredbi Zakona o sigurnosti prometa na cestama (u izdanju PU Vukovarsko – srijemske, 1996.), „Neriješeno 3 dva“ (Ranko Stažić, Biblioteka Val, Rijeka 1997.), „Pjevač ide svijetom i pjeva“ (Darko Vuković, vlastita naklada, Vinkovci 1999. g.), „The Poet Walks The World And Sings“ (Darko Vuković, vlastita naklada, Vinkovci, 2001.), „Radnički“ (Danijel Rehak, HDLSKL, Vukovar 2003.), „Nek' ne dođe nitko do prijatelj drag“ (Danijel Rehak, HDLSKL, Vukovar 2005.), „Nešto poslije ponoći & Tragom staklene mape“ (Vladimir Bakarić, Ogranak Matice hrvatske Vinkovci, Vinkovci 2004.), „Borovsko nebo čisto, jesmo li te voljeli svi isto“ (Danijel Rehak, HDLSKL, Vukovar 2007.), „Welcome shit pack“ (Biblioteka Čučavac, Pajo Pakšu i Nenad Barinić, 2009.), „Opasna potraga“ (Vladimir Bakarić, Ogranak Matice hrvatske Vinkovci, Vinkovci 2010.), „Crven tata bijeli zec“ (Pajo Pakšu,2011), Život i djelo Sebastijan Lechner (Udruga StripOs, 2011.), "Pepeo na krilima Feniksa" (Jadranka Balatinac, 2013.), "Balkanske niskobudžetne treš priče" (Pajo Pakšu, 2013.), "Peta zapovijed" (Ivan Vekić, 2014.),"Crni kaput" (Tanja Belobrajdić, 2015.), "Ne plači, moj dobri anđele" (Damir Plavšić, 2015.), "Iznad svih Hrvatska" (Jadranka Balatinac, 2015.), Put u vjeru i molitvu (Jadranka Balatinac, 2017.), Žetva u polju otrova (Ante Gugo, 2017.), itd…
Stručni suradnik i ilustrator u izradi dokumentarnog filma „Vukovarska pasija i križni put“ (redatelj: Eduard Galić, HTV, Zagreb 2006.) i stručni suradnik i ilustrator u izradi dokumentarnih filmova - projektu „Heroji Vukovara“ (redatelj: Eduard Galić, proizvodnja MISSART, Zagreb, 2007.), dokumentarca „Vukovar 91“ (redatelj: Eduard Galić, proizvodnja MISSART, Zagreb, 2007.), „Priče heroja Vukovara“ (redatelj: Eduard Galić, proizvodnja MISSART, Zagreb, 2011.g. za „Večernji list“ i „24 sata“). Surađivao je na dokumentarnom serijalu Heroji Vukovara.
Od 2009. godine održava strip radionice za mlade polaznike (čak i za osobe s posebnim potrebama u međunarodnim projektima) u Hrvatskoj, Srbiji i Bosni.
PRIZNANJA
·        nagrada za kolor naslovnice časopisa „Tom & Jerry“ 1988. godine,
·        nagrada na Međunarodnom natječaju za strip „Flita“ i „Kvadrata“ 2003. godine,
·        nagrada na natječaju za najbolji cover grupe THE KARAMBOL za singl „Djetinjstvo“,
·        dobitnik Povelje Vukovarsko-srijemske županije za humanitarni rad i izniman doprinos kulturi i očuvanju prirode (2010.).